# Жингилди (Мангистауська область)
Жингилди́ (каз. Жыңғылды) — село у складі Мангистауського району Мангистауської області Казахстану. Адміністративний центр та єдиний населений пункт Жингилдинської сільської адміністрації.
У радянські часи село називалось Куйбишево або Жангельди.
Населення — 2820 осіб (2021; 2278 у 2009, 1939 у 1999, 1751 у 1989).